# Rimini Protokoll

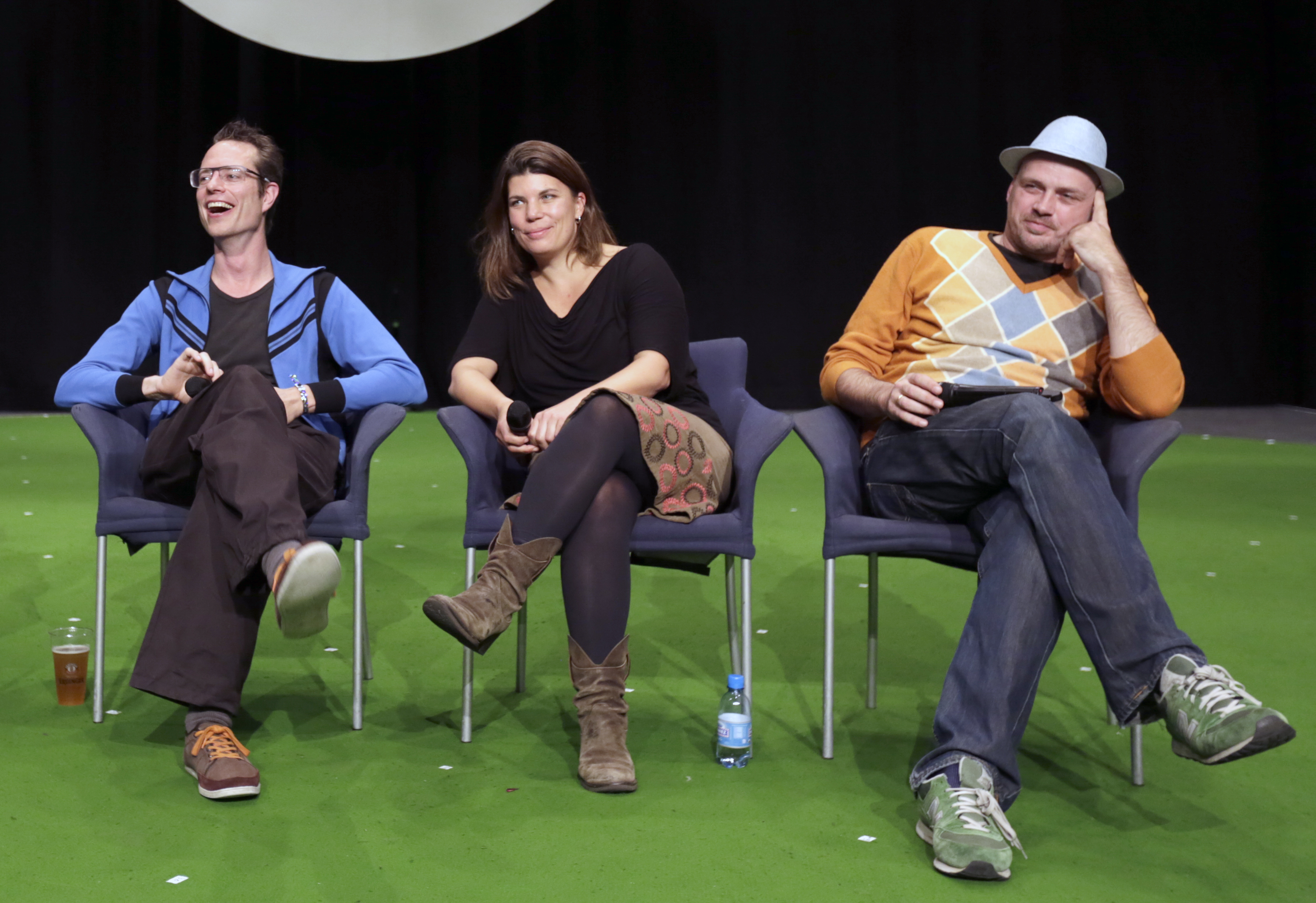
Rimini Protokoll (vlnr. Stefan Kaegi, Helgard Haug, Daniel Wetzel) 2012

Rimini Protokoll ist ein Label, das eine deutsch-schweizerische Künstlergruppe für ihre Theater- und Audioproduktionen benutzt. Unter ihm werden Bühnenstücke, Interventionen, szenische Installationen und Hörspiele oft mit Menschen entwickelt, die keine professionelle Theatererfahrung haben, aber ihr Wissen und Können jenseits des Theaters einbringen. Viele ihrer Arbeiten zeichnen sich durch Interaktivität und einen spielerischen Umgang mit Technik aus. Typisch für ihre Arbeit ist auch, dass ihre Produktionen sich räumlich nicht auf die Theaterbühne beschränken, sondern den öffentliche Raum oder Orte mit spezifischen, dem Theater verwandten Sinnbezügen (Parlament, Gericht, Markt usw.), in die Inszenierung einbeziehen.

## Geschichte
Die Gruppe besteht aus Helgard Haug (* 1969), Stefan Kaegi (* 1972) und Daniel Wetzel (* 1969), die ihre Produktionen in unterschiedlichen Konstellationen – manchmal alle gemeinsam, manchmal allein oder zu zweit und manchmal erweitert in Kooperationen – erarbeiten. Die drei Künstler studierten in den 1990er-Jahren am Institut für Angewandte Theaterwissenschaft der Justus-Liebig-Universität Gießen. Dies verbindet sie mit vielen anderen Vertretern des neuen Theaters.
Das deutsch-schweizerische Team nutzt die Benennung Rimini Protokoll seit 2002 - und damit länger als der gleichnamige Vorschlag des Rimini-Protokolls des Geologen Colin J. Campbell zur Erdölrationierung von 2003. Sie verbinden mit dem Namen ein ästhetisches Programm: Das Protokoll wird verstanden als Mitschrift und als Regelwerk. Sie beziehen sich dabei darauf, dass das Protokoll als Textform auch in anderen sozialen Zusammenhängen eine wichtige, dem Theater verwandte Funktion erfüllt, etwa für die Inszenierung der internationalen Beziehungen. So kann das Protokoll dem Drama als vorherrschende Textform des Theaters und des Hörspiels gegenübergestellt werden.
Markenzeichen ihrer Theater- und Radioprojekte ist die Arbeit mit sogenannten Experten aus der Wirklichkeit oder Spezialisten: Es sind Theater-Laien, die jedoch nicht als Laien, sondern als Darsteller ihrer selbst auftreten und von den Künstlern als Experten oder auch ready-made-Darsteller bezeichnet werden. Die Darsteller spielen keinen Dramen-Text, sondern sich selbst in Theateraufführungen, Radiostücken und Filmprojekten. Dabei wird der Text sowie der Verlauf auf der Basis ihrer jeweiligen Biografien und Berufe erarbeitet.
Seit 2000 entstanden – in Abgrenzung vom Laientheater oder Amateurtheater – eine Reihe von Inszenierungen, auch an großen Schauspielhäusern. Es bildete sich ein Gegenentwurf zum herkömmlichen Berufstheater an dessen angestammten Spielstätten heraus.
Seit 2005 bearbeitet die Gruppe auch dramatische Stoffe, wie bei der dokumentarischen Inszenierung von Schillers Wallenstein. Hier treten Menschen auf, deren Leben Parallelen zu Personen und Motiven der dramatischen Vorlage aufweisen. In dem 2007 aufgeführten Werk Uraufführung: Der Besuch der alten Dame nach Friedrich Dürrenmatt – einem Exkurs über das Erinnern – spielen Menschen mehr als fünfzig Jahre später im Schauspielhaus Zürich, dem Ort der damaligen Uraufführung. Die jetzigen Darsteller erinnern sich an das Stück, an den Welterfolg Dürrenmatts und spielen dabei über weite Strecken das Theaterstück –, dabei waren sie fünfzig Jahre zuvor Zuschauer, Bühnentechniker, Kinderstatisten oder sonstige Zaungäste gewesen.
Neben diesen speziellen, dokumentarischen Spielarten des Sprechtheaters (siehe dokumentarisches Theater) realisieren Rimini Protokoll ortsspezifische Projekte, bei denen das Theater weniger an seinen angestammten Orten erzeugt als andernorts vorgefunden wird: Beispielsweise verschwimmen die Grenzen zwischen Theater und öffentlichem Raum in dem Projekt 50 Aktenkilometer, Berlin 2011, in dem Stasiakten beim Spaziergang durch Berlin-Mitte mit Hilfe von „Audio-Bubbles“ per Handy abgerufen werden konnten. Einbezogen werden oft auch Orte, die speziellen, para-theatralen Regeln unterliegen wie Strafgericht (Ortstermin, Berlin 2004), Wochenmarkt (Markt der Märkte, Bonn 2004) oder Stadtverwaltung (Cameriga, Riga 2005).
International bekannt wurde Rimini Protokoll mit der „Raubkopie“ einer gesamten Sitzung des Deutschen Bundestags. Bonner Wähler erklärten sich zu dem Experiment bereit: Sie übernahmen einen Tag lang verteilte Rollen analog zur Plenarsitzung des Originals und sprachen in der Manier von Simultanübersetzern, was im kurz zuvor nach Berlin umgezogenen Bundestag gesprochen wurde (Deutschland 2, Bonn 27. Juni 2002). Dazu mussten sie auf eine Probebühne des Bonner Theaters in den Stadtteil Beuel ausweichen, weil Bundestagspräsident Wolfgang Thierse die Nutzung des ehemaligen Parlamentsgebäudes untersagte, obgleich das Festival Theater der Welt den Raum regulär angemietet hatte und entgegen den Befürchtungen von offizieller Seite dem Wortlaut der Original-Reden keine eigene Meinung hinzugefügt werden sollte.
Rimini Protokoll erarbeitet auch Hörspiele, die zumeist auf Basis ihrer Theaterprojekte entstehen, jedoch häufig kommentierend oder persiflierend auf diese Bezug nehmen. Wie bei den meisten der Theaterprojekte von Rimini Protokoll stehen die Stimmen und Aussagen 'echter Menschen' statt professioneller Sprecher im Vordergrund, im Gegensatz zu anderen ihrer Projekte kultivieren die Hörstücke aber den – wenn auch durch Schnitt und Musik verfremdeten und beschleunigten – direkten, dokumentierten Dialog.
Die Stücke „Deadline“ (2004), „Wallenstein“ (2006), „Situation Rooms“ (2013), „Chinchilla Arschloch, waswas“ (2020) und „All right. Good night.“ (2022) wurden zum Berliner Theatertreffen eingeladen. Darüber hinaus erhielten Helgard Haug und Daniel Wetzel für "Karl Marx, Das Kapital, Band 1" den Mülheimer Dramatikerpreis, Rimini Protokoll wurde mit dem Deutschen Theaterpreis Faust, den Grand Prix Theater des Schweizer Bundesamts für Kultur, den Europäischen Theaterpreis, den Silbernen Löwen der Theaterbiennale Venedig sowie den Deutschen Hörspielpreis und den Hörspielpreis der Kriegsblinden ausgezeichnet. Zudem gewann 2005 „Mnemopark“ den Jurypreis des Festivals Politik im freien Theater. 2010 erhielten Rimini Protokoll den „Routes Award for Cultural Diversity“ der Europäischen Kulturstiftung und „Nachlass“ gewann 2018 auf dem Bitef Festival Belgrad den Grand Prize der Jury, sowie den „Premio Ubu“ für das beste ausländische Gastspiel in Italien. "All right. Good night." wurde von der Kritikerumfrage von Theater Heute zur "Inszenierung des Jahres 2022" erklärt.

## Werke
Werkverzeichnis auf der Webseite der Gruppe

### Theater
- 2000: Kreuzworträtsel Boxenstopp (Haug / Kaegi / Wetzel, Künstlerhaus Mousonturm, Frankfurt am Main)
- 2001: Apparat Berlin (Haug / Wetzel, Prater der Volksbühne am Rosa-Luxemburg-Platz, Berlin)
- 2001: Torero Portero (Kaegi, Goethe-Institut Inter Nationes Córdoba)
- 2002: Shooting Bourbaki. Ein Knabenschiessen (Haug / Kaegi / Wetzel, luzerntheater Luzern, Deutsches Schauspielhaus Hamburg u. a.)
- 2002: Deutschland 2 (Haug / Ernst / Kaegi / Wetzel, Festival „Theater der Welt“)
- 2002: Sonde Hannover (Haug / Ernst / Kaegi / Wetzel, Kröpcke-Hochhaus, Festival „Theaterformen“, Hannover)
- 2002: Matraca Catraca. Uma viagem REM (Kaegi, Goethe-Institut Inter Nationes, Fundação Cultural Estado da Bahia e Empresa Farol da Barra, Salvador)
- 2003: deadline (Haug / Kaegi / Wetzel, Deutsches Schauspielhaus Hamburg / Neues Cinema u. a.)
- 2003: The Midnight Special Agency (Haug / Kaegi / Wetzel, Kunsten Festival des Arts, Brüssel)
- 2003: Skrót. Krakau Files (Kaegi, Goethe-Institut Krakau)
- 2003: Markt der Märkte (Haug / Wetzel, Theater Bonn)
- 2004: Zeugen! Ein Strafkammerspiel (Haug / Kaegi / Wetzel, Hebbel am Ufer Berlin, schauspielhannover)
- 2004: Hot Spots (Haug / Wetzel, Thesseum A Theatre for the Arts, Athen / Goethe-Institut Athen)
- 2004: Sabenation. go home & follow the news (Haug / Kaegi / Wetzel, Kunsten Festival des Arts, Brüssel / Festival „Theaterformen“, Braunschweig)
- 2004: Brunswick Airport. Weil der Himmel uns braucht (Haug / Kaegi / Wetzel, Festival „Theaterformen“, Braunschweig)
- 2004: Schwarzenbergplatz (Haug / Kaegi / Wetzel, Kasino im Burgtheater)
- 2005: Call cutta. A mobile phone theatre (Haug / Kaegi / Wetzel, Star Theatre / Max Mueller Bhavan (Goethe-Institut) Kolkata, Hebbel am Ufer, Berlin)
- 2005: Mnemopark (Kaegi, Theater Basel)
- 2005: Wallenstein (Haug / Wetzel, 13. Internationale Schillertage, Nationaltheater Mannheim, Deutsches Nationaltheater Weimar)
- 2005: Cameriga. A Metabureaucracy (Haug / Kaegi / Wetzel, Festival „Homo Novus“, Riga)
- 2006: Blaiberg und sweetheart19 (Haug / Kaegi / Wetzel, Schauspielhaus Zürich, Hebbel am Ufer, Berlin)
- 2006: The Police Training Opera und The Memory Job (Wetzel, X-Wohnungen Caracas, Venezuela)
- 2006: Cargo Sofia-X (Kaegi, div. Orte in Europa, UA: Theater Basel)
- 2006: Karl Marx: Das Kapital, Erster Band (Haug / Wetzel, Düsseldorfer Schauspielhaus, Hebbel am Ufer, Schauspielhaus Zürich, Schauspiel Frankfurt)
- 2007: Chácara Paraíso. Police Art Show (Arias/Kaegi, São Paulo)
- 2007: Uraufführung: Der Besuch der alten Dame (Haug / Kaegi / Wetzel, Schauspielhaus Zürich)
- 2007: Peymannbeschimpfung (Haug / Wetzel, Staatstheater Stuttgart, Festival „Endstation Stammheim“)
- 2008: Breaking News. Ein Tagesschauspiel (Haug / Wetzel, Hebbel am Ufer, Düsseldorfer Schauspielhaus, Schauspiel Frankfurt, Wiener Festwochen)
- 2008: 100 Prozent Berlin. Eine statistische Kettenreaktion (Haug / Kaegi / Wetzel, Hebbel am Ufer, HAU EINS)
- 2008: Call Cutta in a Box. Ein interkontinentales Telefonstück (Haug / Kaegi / Wetzel, Hebbel am Ufer, Nationaltheater Mannheim, Schauspielhaus Zürich, Kunsten Festival des Arts Brüssel, Baltic Circle Helsinki, 104 Paris, Camp X Kopenhagen u. a.)
- 2008: Airport Kids (Kaegi / Arias, Théâtre Vidy-Lausanne, Festival d’Avignon, Hebbel am Ufer, Theater Chur)
- 2008: Black Tie (Haug / Wetzel, Hebbel am Ufer, Wiener Festwochen, Gessnerallee Zürich)
- 2009: Hauptversammlung (Haug / Kaegi / Wetzel, Internationales Congress Centrum Berlin / Hebbel am Ufer)
- 2009: Radio Muezzin (Kaegi, Hebbel am Ufer u. a.)
- 2009: Der Zauberlehrling (Haug / Wetzel, Düsseldorfer Schauspielhaus, Hebbel am Ufer)
- 2009: Heuschrecken (Kaegi, Schauspielhaus Zürich)
- 2009: Vung Bien Gioi (Haug / Wetzel, Staatsschauspiel Dresden)
- 2009: Sicherheitskonferenz (Kaegi, Münchner Kammerspiele)
- 2010: best before (Haug / Kaegi, PuSh International Performing Arts Festival Vancouver, Brighton Festival, Hebbel am Ufer, Luminato – Toronto, La Bâtie-Festival de Genève u. a.)
- 2010: 100 Prozent Wien. Eine statistische Kettenreaktion (Haug / Kaegi / Wetzel, Wiener Festwochen)
- 2010: Prometheus in Athen (Haug / Wetzel, Athens & Epidaurus Festival 2010, Odeon des Herodes Atticus, 15. Juli 2010)
- 2010: Ciudades Parallelas – Parallele Städte (Arias / Kaegi, Berlin, Hebbel am Ufer, UA 17. September 2010)
- 2010: Herr Dağacar und die Goldene Tektonik des Mülls (Haug / Wetzel, garajistanbul, UA 15. Oktober 2010)
- 2011: Outdoors (Haug / Kaegi / Wetzel, National Theatre of Wales, Aberystwyth, UA 25. Februar 2011)
- 2011: Bodenprobe Kasachstan (Kaegi, Hebbel am Ufer, Berlin, UA 27. April 2011)
- 2011: 50 Aktenkilometer (Haug / Kaegi / Wetzel, Hebbel am Ufer, DeutschlandRadio Kultur, UA 17. Mai 2011)
- 2011: 100 Prozent Karlsruhe (Haug / Kaegi / Wetzel, Badisches Staatstheater Karlsruhe, Bundesverfassungsgericht, Festakt 28. September 2011, öffentlich 1. / 2. Oktober)
- 2011: 100 Prozent Köln (Haug / Kaegi / Wetzel, Schauspiel Köln, Premiere 10. November 2011)
- 2011: Herrmann's Battle (Haug / Wetzel, Kleist-Jahr 2011, Hebbel am Ufer, Berlin, Staatsschauspiel Dresden, Comédie de Reims, Premiere: 20. Oktober 2011 Kleistforum Frankfurt (Oder))
- 2012 Lagos Business Angels (Haug / Kaegi / Wetzel, Hau Eins, Hebbel am Ufer Berlin; Kunsten Festival des Arts Brüssel)
- 2012: 100 % Melbourne (Haug / Kaegi / Wetzel, Melbourne Arts and Participation Program, 4.–6. Mai 2012)
- 2012: 100% Braunschweig (Haug / Kaegi / Wetzel, Theaterformen, 31. Mai – 2. Juni 2012)
- 2012: 100 % London (Haug / Kaegi / Wetzel, London International Festival of Theatre (LIFT) & Hackney Empire, 29. Juni – 1. Juli 2012)
- 2012: En Folkefiende i Oslo (Ein Volksfeind in Oslo, Haug / Wetzel, Ibsen Festival, Nationaltheatret Oslo, UA 23. August 2012)
- 2012: 100% Zürich (Haug / Kaegi / Wetzel, Theater Gessnerallee 18. –21., 24.–27. Oktober 2012)
- 2013: 10 Aktenkilometer (Haug / Kaegi / Wetzel, Staatsschauspiel Dresden und dem Sächsischen Landesbeauftragten für Stasi-Unterlagen)
- 2013:  Remote City (Kaegi)
- 2013: Qualitätskontrolle (Haug / Wetzel, Staatstheater Stuttgart / Spielstätte NORD Juni 2013)
- 2013: Situation Rooms (Haug / Kaegi / Wetzel, Ruhrtriennale August 2013)
- 2014: Welt-Klimakonferenz (Haug / Kaegi / Wetzel, Deutsches SchauspielHaus Hamburg, November 2014)
- 2015: Hausbesuch Europa (Haug / Kaegi / Wetzel, House on Fire, UA Mai 2015)
- 2015: Remote Karlsruhe (Kaegi, Staatstheater Karlsruhe, UA Juni 2015)
- 2015: Evros Walk Water (Wetzel, TAK Liechtenstein, Schloßmediale Werdenberg, UA Mai 2015)
- 2015: 100% Penang (Haug / Kaegi / Wetzel, Georgetown Festival 1. – 2. August 2015)
- 2015: Adolf Hitler: Mein Kampf, Band 1 & 2 (Haug / Wetzel, Kunstfest Weimar / Deutsches Nationaltheater Weimar, UA September 2015)
- 2015: 100% Yogyakarta (Haug / Kaegi / Wetzel, Concert Hall, Taman Budaya 31. Oktober – 1. November 2015)
- 2016:  100 % São Paulo (Haug / Kaegi / Wetzel, Teatro Municipal / MITsp 6. – 7. März 2016)
- 2016: Truck Tracks Ruhr (Haug / Begrich / Kaegi / Karrenbauer, Oberhausen, Urbane Künste Ruhr 21. April – 10. Mai 2016)
- 2016: 100% Salford (Haug / Kaegi / Wetzel, Salford, The Lowry 7. – 8. Mai 2016)
- 2016: 100% Brisbane (Haug / Kaegi / Wetzel, Brisbane, Museum of Brisbane 15. Juli 2016 – 15. Dezember 2017)
- 2016: Nachlass – Pièces sans personnes (Kaegi / Huber, Lausanne, Théâtre Vidy 14. – 24. September 2016)
- 2016: brain projects (Haug / Wetzel, Hamburg, Deutsches SchauspielHaus 18. – 22. September 2016)
- 2016: Top Secret International (Staat 1) (Haug / Kaegi / Wetzel, München, Münchner Kammerspiele / Glyptothek München 10. – 18. Dezember 2016)
- 2017: App Recuerdos (Haug / Kaegi / Wetzel / Begrich, Santiago de Chile, Festival Santiago a Mil 7. – 22. Januar 2017)
- 2017: Hausbesuch USA (Haug / Kaegi / Wetzel, Santa Barbara, Museum of Contemporary Art Santa Barbara 20. Januar 2017)
- 2017: City as Stage (Haug / Kaegi / Wetzel, Santa Barbara, Museum of Contemporary Art Santa Barbara 22. Januar – 30. April 2017)
- 2017: Evros Walk Water 1&2 (Wetzel, Athen, Onassis Cultural Centre 3. – 8. Mai 2017)
- 2017: Gesellschaftsmodell Großbaustelle (Staat 2) (Kaegi, Düsseldorf, Düsseldorfer Schauspielhaus 12. – 13. Mai 2017)
- 2017:  100 % Montréal (Haug / Kaegi / Wetzel, Montréal, FTA 25. – 28. Mai 2017)
- 2017: Cargo Moscow (Kaegi / Karrenbauer, Moscow, Impressario Feodor Elutine 5. Juli – 22. September 2017)
- 2017: 100% Marseille (Haug / Kaegi / Wetzel, Marseille, Festival Marseille 30. Juni – 2. Juli 2017)
- 2017: Träumende Kollektive. Tastende Schafe (Staat 3) (Wetzel, Dresden, Schauspielhaus Dresden 23. September – 27. Oktober 2017)
- 2017: Home Visit: Brasil em casa (Haug / Kaegi / Wetzel, Rio de Janeiro, TEMPO Festival 16. – 22. Oktober 2017)
- 2018: Weltzustand Davos (Staat 4)(Haug / Kaegi, Zürich, Schauspielhaus Zürich 12. – 25. Januar 2018)
- 2018: Cargo Congo-Lausanne (Kaegi, Lausanne, Théatre Vidy-Lausanne 1. Februar – 23. März 2018)
- 2018: 100% Stellenbosch (Haug / Kaegi / Wetzel, Stellenbosch, Woordfees / HB Thom Theatre 23. – 25. Februar 2018)
- 2018: Staat 1-4 (Haug / Kaegi / Wetzel, Berlin, Haus der Kulturen der Welt (HKW) 1. – 25. März 2018)
- 2018: Home Visit Australia (Haug / Kaegi / Wetzel, Gold Coast, Bleach Festival 29. März – 7. April 2018)
- 2018: DO's & DON'Ts (Begrich / Haug / Karrenbauer, Berlin, HAU Hebbel am Ufer 3. – 30. Mai 2018)
- 2018: 100% Voronezh (Haug / Kaegi / Wetzel, Voronezh, The Voronezh State Theatre of Opera and Ballet 6. – 8. Juni 2018)
- 2018: 100% Klagenfurt (Haug / Kaegi / Wetzel, Klagenfurt, Stadttheater Klagenfurt 9. – 10. Juni 2018)
- 2018: DO's & DON'Ts – Eine Fahrt nach allen Regeln der Stadt (Haug, Essen, PACT Zollverein 14. Juni – 7. Juli 2018)
- 2018: Unheimliches Tal / Uncanny Valley (Kaegi, Munich, Münchner Kammerspiele 4. Oktober – 15. November 2018)
- 2019: 100% Lissabon (Haug / Kaegi / Wetzel, Lisbon, Culturgest Lisbon 19. – 20. Januar 2019)
- 2019: Chinchilla Arschloch, waswas (Haug, Künstlerhaus Mousonturm, Schauspiel Frankfurt. UA 11. April 2019)
- 2019: Utopolis (Haug / Kaegi / Wetzel, Manchester International Festival 11. – 13. Juli 2019)
- 2020: 100 % Berlin reloaded (Haug / Kaegi / Wetzel, HAU Hebbel am Ufer (im Rahmen von „JETZT feiern – 20 Jahre Rimini Protokoll“) 9. – 12. Januar 2020)
- 2020: Société en chantier / Society under Construction (Kaegi, La Comédie de Clermont-Ferrand 25. September – 1. Oktober 2020)
- 2020: Black Box (Kaegi, Théâtre de Vidy 9. Juni – 10. Juli 2020)
- 2020: 1000 Scores. Pieces for Here, Now & Later (Haug / Helbich / Puschke, www.1000scores.com)
- 2020: Now that we meet again (Wetzel, BIOS 13. – 19. Juli 2020)
- 2020: Bauprobe Beethoven (Haug / Kaegi / Wetzel, Beethoven Fest Bonn 12. – 13. September 2020)
- 2020: Société en chantier / Society under Construction (Kaegi, La Comédie de Clermont-Ferrand 25.09. – 01.10.2020)
- 2020: Safety Cards (Wetzel, Onassis ENTER 1. Juni – 1. November 2020 online)
- 2020: Call Cutta at Home (Haug / Kaegi / Wetzel, VI International Summer Festival of Arts „The Access Point“ 1. – 24. Juli 2020)
- 2020: Fase Nove - Assolo Urbano (Begrich / Karrenbauer, Casa degli Artisti 14. Oktober 2020)
- 2021: Temple du présent. Solo für einen Oktopus (Kaegi, Théâtre Vidy-Lausanne 8. – 17. Januar 2021)
- 2021: Konferenz der Abwesenden (Haug / Kaegi / Wetzel, Staatsschauspiel Dresden 21. Mai 2021)
- 2021: Urban Nature (Haug / Kaegi / Wetzel, CCCB Barcelona 2. Juni 2021)
- 2021: The Walks (Haug / Kaegi / Wetzel, App 24. Juli 2021)
- 2021: Unboxing Past (Haug, METAhub 9. September 2021)
- 2021: All right. Good night. (Haug, HAU Hebbel am Ufer 16. Dezember 2021)
- 2022: Schulbesuch Europa (Haug / Kaegi / Wetzel, 31. März 2022, Ernst-Abbe-Gymnasium, Berlin)
- 2022: CARGO Shanghai - Friesland (Kaegi / Karrenbauer, 14. Mai 2022, Brave New World Producties, Leeuwarden)
- 2022: Outside the Bubble (Haug / Wetzel, 4. Juni 2022 Forum Wissen - dem Wissensmuseum der Universität Göttingen)
- 2022: Natures Vivantes (Kaegi / Barneaud, 24. Juni 2022 Les Nuits de Fourvière, Lyon)
- 2022: 16 Szenen für einen Wald (Haug / Wetzel, 2. September 2022 Burg Hülshoff / Center for Literatur, Münster / Havixbeck)
- 2022: 100% Narva (Haug / Kaegi / Wetzel, Vaba Larva 18. November 2022)
- 2023: Kunstmuseum Solothurn: Rimini Protokoll (Haug / Kaegi / Wetzel, Kunstmuseum Solothurn 21. Januar 2023)
- 2023: Shared Landscapes (Kaegi / Barneaud, 14. Mai 2023 Théâtre Vidy-Lausanne)
- 2023: Der kaukasische Kreidekreis (Haug, 12. August 2023 Salzburger Festspiele)
- 2023: Chinchilla spin-off, waswas (Haug, 9. November 2023 Theaterdiscounter)
- 2023: la danse d'amazon (Wetzel, 23. Dezember 2023, Volksbühne am Rosa Luxemburg-Platz, Spielstätte Circus Cabuwazi Marzahn)
- 2024: This Is Not an Embassy (Made in Taiwan) (Kaegi / 14. März 2024 Théâtre Vidy-Lausanne)
- 2024 Prinzip Held* (Haug / Wetzel, Militärhistorisches Museum Berlin Gatow)
- 2024: Spiegelneuronen (Kaegi / 14. August 2024 Salzburger Festspiele)
- 2024: Alter Ego Raubkopie (Haug / Kaegi 31. August 2024 Puppentheatersammlung im Kraftwerk Mitte)

### Hörstücke
- Verzeichnis der Hörspiele von Rimini Protokoll auf der Webseite der Gruppe

- 2000: O-Ton Ü-Tek (Haug / Wetzel, Produktion: DeutschlandRadio Berlin)
- 2001: Sitzgymnastik Boxenstopp (Haug / Kaegi / Wetzel, Autorenproduktion)
- 2001: Apparat Herz (Haug / Wetzel, Produktion: DeutschlandRadio Berlin)
- 2002: Glühkäferkomplott (Kaegi, Produktion: DRS/DLF/intermedium 2)
- 2002: Undo (Haug / Wetzel, Autorenproduktion in Kooperation mit SFB-ORB)
- 2002: Deutschland 2 (Buch: Rimini Protokoll / Realisation: Haug / Wetzel, Produktion: WDR3)
- 2003: Wundersame Welt der Übertragung I-III (Buch u. Realisation: Haug / Wetzel, Produktion: SWR2)
- 2004: Zeugen! Ein Verhör (Haug / Kaegi / Wetzel, Produktion: DeutschlandRadio Berlin)
- 2004: Alles muss raus! (Haug / Wetzel, Produktion: WDR3)
- 2006: Miles & More. Rücktrittsdramaturgien in der Politik (Helgard Haug / Heike Haug / Daniel Wetzel, Produktion: WDR/DeutschlandRadio)
- 2007: Peymannbeschimpfung (Haug / Wetzel, Produktion: DeutschlandRadio Kultur)
- 2007: Karl Marx: Das Kapital, Erster Band (Haug / Wetzel, Produktion: Deutschlandfunk / WDR)
- 2009: Waldeinsamskype (Haug / Wetzel, Produktion: Deutschlandfunk)
- 2009: Welcome to you! (Haug / Wetzel, Produktion: WDR3)
- 2011: Payday – little America in der hessischen Provinz (Helgard Haug / Heike Haug, Produktion: WDR / SWR)
- 2011: 50 Aktenkilometer (Haug / Kaegi / Wetzel, Produktion: Deutschlandradio Kultur)
- 2014: Qualitätskontrolle oder Warum ich die Räusper-Taste nicht drücken werde (Haug / Wetzel, Produktion: WDR)
- 2014: Situation Rooms (Haug / Kaegi / Wetzel, Produktion: WDR)[13]
- 2016: Munition Gedicht (Haug / Guschas, Produktion: SWR/NDR/WDR)
- 2016: Adolf Hitler: Mein Kampf, Band 1&2 (Haug / Wetzel, Produktion: WDR3)[14]
- 2017: documenta parallax. Beobachtungen aus Athen (Wetzel, Produktion: Deutschlandfunk)
- 2017: Dem Himmel so nah-ost! – Ein akustisches Himmelfahrtskommando (Haug / Guschas, Produktion: NDR / SWR2)
- 2018: Chinchilla Arschloch, waswas (Helgard Haug / Thilo Guschas, Produktion: WDR3)
- 2020: Wir – Hier (Helgard Haug / Thilo Guschas, Produktion: WDR3)
- 2021: All right. Good night. (Helgard Haug, Produktion: WDR3)
- 2023: Der kaukasische Kreidekreis. (Helgard Haug, Produktion: WDR3)
- 2023: Die Judenbuche. (Helgard Haug, Daniel Wetzel, Produktion: WDR3)
- 2024 Prinzip Held* (Haug / Wetzel, Produktion: Deutschlandfunk Kultur 2024)

### Film
- Wahl Kampf Wallenstein (Haug / Wetzel, Deutschland 2008, Länge 57’12’’, Bildformat 16:9; Produktion: Gebrüder Beetz Filmproduktion im Auftrag von 3sat; Englische Version: „Election Campain Wallenstein“)[15]
- Wallenstein. Eine dokumentarische Inszenierung von Helgard Haug und Daniel Wetzel (Rimini Protokoll), Mitschnitt in Originallänge, Deutschland 2007, 132 Min. (Ursendung: ZDF/Theaterkanal Oktober 2007).
- Safety Cards 2.0 (Wetzel, 2020, Länge: 12'42", Bildformat 16:9; Produktion: Onassis Foundation, Griechenland 2020, veröffentlicht am 1. Juni 2020 im Rahmen von ENTER.)

### Installation
- 2008: Der Bundestagstrainer. (Haug / Wetzel, im Rahmen von „Fressen oder Fliegen“, Hebbel am Ufer, HAU ZWEI)
- 2010: Drei Fliegen mit einer Klappe. Eine Ausstellung (Haug / Kaegi / Wetzel, Heidelberger Kunstverein, Eröffnung 10. September 2010)
- 2015: Kapitel eines Buches (Haug / Kaegi / Wetzel, PRAXES Center for Contemporary Art, Berlin, Eröffnung 31. Januar 2015)
- 2017: City As Stage (Haug / Kaegi / Wetzel), Museum of Contemporary Art, Santa Barbara, Jan-April 2017
- 2017: win > < win (Haug / Kaegi / Wetzel, Barcelona, CCCB 24. Oktober 2017 – 29. April 2018)
- 2021: Who else if not You? (Wetzel, 21_21 DESIGN SIGHT Gallery 1 & 2, Tokyo, 2. Juli 2021)
- 2022: Urban Nature, Kunsthalle Mannheim
- 2022: Outside the Bubble (Haug / Wetzel, Salon des Wissens in der permanenten Basisausstellung des Forum Wissen)

## Auszeichnungen
- 2002: Preis des Festivals Impulse für Shooting Bourbaki
- 2005: Jury-Preis des Festivals Politik im Freien Theater für Mnemopark
- 2005: Nestroy-Theaterpreis-Nominierung Spezialpreis für Schwarzenbergplatz
- 2007: Mülheimer Dramatikerpreis und Publikumspreis des Mülheimer Festivals Stücke 07 für Karl Marx: Das Kapital, Erster Band (Haug / Wetzel)
- 2007: Der Faust-Theaterpreis (Spezialpreis)
- 2007: Hörspiel des Monats Oktober: Peymannbeschimpfung
- 2008: kulturnews-Award 2008 Bestes Theaterstück (Rang 3) für „Breaking News“
- 2008: Europäischer Theaterpreis Premio Europa (Kategorie Neue Realitäten im Theater)
- 2008: Hörspielpreis der Kriegsblinden für Karl Marx: Das Kapital, Erster Band (nominiert war ebenfalls Peymannbeschimpfung)
- 2011: Silberner Löwe der 41. Theaterbiennale Venedig an Rimini Protokoll
- 2012: Erste Saarbrücker Poetik-Dozentur für Dramatik
- 2013 Children’s Choice Award der Ruhrtriennale in folgenden Kategorien: „Das Beste vom Besten“ und „Die spannendste Aufführung, die so spannend war, dass ich keinen Moment verpassen wollte/Most intense show that was so intense that I didn't want to miss a second“ für Situation Rooms.
- 2014: 17. Japan Medienpreis 2014, Excellence-Award für Situation Rooms
- 2014: Hörspiel des Monats März für Qualitätskontrolle (Haug / Wetzel, Produktion: WDR)
- 2014: Publikumspreis Mülheimer Dramatikerpreis/Stücke 2014 für Qualitätskontrolle (Haug / Wetzel)
- 2014: Deutscher Hörspielpreis der ARD für Qualitätskontrolle. Oder, warum ich die Räuspertaste nicht drücken werde (Haug / Wetzel, Produktion: WDR)
- 2015: Deutscher Hörbuchpreis der ARD für Qualitätskontrolle. Oder, warum ich die Räuspertaste nicht drücken werde (Haug / Wetzel, Produktion: WDR)
- 2015: Schweizer Grand Prix Theater/Hans-Rheinhart-Ring 2015 „an Stefan Kaegi für seine innovative Kollektivarbeit mit Rimini Protokoll“.[16]
- 2019 Deutscher Hörspielpreis der ARD für Chinchilla Arschloch, waswas (Helgard Haug / Thilo Guschas, Produktion: WDR3)
- 2021 100% Hong Kong wird ausgezeichnet mit dem Preis für die Performer of the Year durch die International Association of Theatre Critics Hong Kong [IATC(HK)]
- 2022 Hörspiel des Monats März für All right. Good night. (Helgard Haug, Produktion: WDR)
- 2022 All right. Good night. (Helgard Haug) wird zur "Inszenierung des Jahres 2022" von der Kritikerumfrage von Theater Heute erklärt.

## Schriften
- Helgard Haug, Marcus Dross, Daniel Wetzel: Etappe: Alibis. In: Gabriele Brandstetter, Helga Finter, Markus Wessendorf (Hrsg.): Grenzgänge. Das Theater und die anderen Künste (= Forum Modernes Theater. Schriftenreihe Bd. 24). Narr, Tübingen 1998, ISBN 3-8233-5224-5, S. 309–315.
- Helgard Haug, Stefan Kaegi, Daniel Wetzel u. a.: Hauptversammlung. = Daimler Hauptversammlung. Ein Schauspiel in 5 Akten. Hrsg. v. Hebbel am Ufer. 2009 (Programmheft, 8. April 2009), (download PDF).
- Helgard Haug, Daniel Wetzel: Apparat Berlin. In: Bettina Masuch (Hrsg.): Wohnfront. 2001–2002. Volksbühne im Prater. Alexander-Verlag, Berlin 2002, ISBN 3-89581-078-9, S. 81–101 (Dokumentation der Spielzeit 2001–2002).
- Stefan Kaegi: Kunst genug. 33 Stimmen, wie ich sie dem Theater wünsche. In: Doris Kolesch, Jenny Schrödl (Hrsg.): Kunst-Stimmen (= Theater der Zeit. Recherchen 21). Theater der Zeit, Berlin 2004, S. 12–14, ISBN 3-934344-41-0 (samt Ausschnitten auf beiliegender CD aus den Rimini-Protokoll-Hörspielen „Apparat Herz“, „Kanal Kirchner“ und „Deutschland 2“).
- Theater Bonn (Hrsg.): Markt der Märkte. Aussenproduktion auf dem Bonner Wochenmarkt, Uraufführung. Programmbuch von Helgard Haug und Daniel Wetzel. Bouvier Bonn 2003, ISBN 3-416-03050-8.
- Daniel Wetzel: Das Leute-Leben-Protokoll. In: Albrecht Hirche, Kathrin Krumbein (Hrsg.): Der freie Fall. Positionen von Performern. Klartext-Verlag, Essen 2006, ISBN 3-89861-590-1.
- Helgard Haug, Stefan Kaegi, Daniel Wetzel: ABCD. Saarbrücker Poetikdozentur für Dramatik, Hrsg. v. Johannes Birgfeld, Berlin: Theater der Zeit, 2012, ISBN 978-3-943881-03-5